# Hyliote australe
Hyliota australis
Espèce
Statut de conservation UICN

 LC  : Préoccupation mineure
L'Hyliote australe (Hyliota australis) est une espèce de passereaux de la famille des Hyliotidae.

## Liste des sous-espèces
Selon BioLib (18 juin 2018) :
- sous-espèce Hyliota australis australis Shelley, 1882
- sous-espèce Hyliota australis inornata Vincent, 1933
- sous-espèce Hyliota australis slatini Sassi, 1914

Selon Catalogue of Life (18 juin 2018) :
- sous-espèce Hyliota australis australis Shelley, 1882
- sous-espèce Hyliota australis inornata Vincent, 1933
- sous-espèce Hyliota australis slatini Sassi, 1914

Selon la classification de référence du Congrès ornithologique international (version 8.1, 2018) :
- sous-espèce Hyliota australis slatini Sassi, 1914
- sous-espèce Hyliota australis inornata Vincent, 1933
- sous-espèce Hyliota australis australis Shelley, 1882